# 아즈마촌 (군마현 도네군)
아즈마촌(일본어: 東村)은 일본 군마현 도네군에 설치되었던 촌이다. 현재의 누마타시에 해당한다.